# Egypten i olympiska sommarspelen 2004
Egypten i olympiska sommarspelen 2004 bestod av 97 idrottare som blivit uttagna av Egyptens olympiska kommitté.

## Boxning
| Idrottare             | Gren            | Sextondelsfinaler      | Åttondelsfinaler         | Kvartsfinaler          | Semifinaler               | Final                     | Final            |
| Idrottare             | Gren            | Motståndare Resultat   | Motståndare Resultat     | Motståndare Resultat   | Motståndare Resultat      | Motståndare Resultat      | Placering        |
| --------------------- | --------------- | ---------------------- | ------------------------ | ---------------------- | ------------------------- | ------------------------- | ---------------- |
| Saleh Khoulef         | Lätt weltervikt | Maletin (RUS) L RSC    | Gick inte vidare         | Gick inte vidare       | Gick inte vidare          | Gick inte vidare          | Gick inte vidare |
| Mohamed Hikal         | Weltervikt      | Sultani (AFG) W 40-12  | Saitov (RUS) L 17-18     | Gick inte vidare       | Gick inte vidare          | Gick inte vidare          | Gick inte vidare |
| Ramadan Yasser        | Mellanvikt      | BYE                    | Simion (ROU) W 36-24     | Golovkin (KAZ) L 20-31 | Gick inte vidare          | Gick inte vidare          | Gick inte vidare |
| Ahmed Ismail El Shamy | Lätt tungvikt   | Kurbanov (TKM) W 44-22 | Stewardson (CAN) W 38-22 | Pavlidis (GRE) W RSC   | Aripgadjiev (BLR) L 20-23 | Gick inte vidare          | =                |
| Mohamed Elsayed       | Tungvikt        | i.u.                   | Alborov (UZB) W 18+ -18  | Forsyth (AUS) W 27-12  | Zuyev (BLR) L WO          | Gick inte vidare          | =                |
| Mohamed Aly           | Supertungvikt   | i.u.                   | Takam (CMR) W 32-19      | Jakšto (LTU) W 19-11   | López (CUB) W 18-16       | Final Povetkin (RUS) L WO | 2                |

## Brottning
Grekisk-romersk
| Ashraf El-Gharably | 60 kg | Pool 3 Nazarjan (BUL) L 3-7 Chvosjtj (UKR) W 12-3                       | 2   | Gick inte vidare      | Gick inte vidare  | Gick inte vidare                     | Gick inte vidare |
| Mohamed Abdelfatah | 84 kg | Pool 2 Vachtangadze (GEO) W 3-0 Vering (USA) W 4-0                      | 1 Q | Makaranka (BLR) L 0-2 | Gick inte vidare  | Femte plats-final Avramis (GRE) L EV | 6                |
| Karam Gaber        | 96 kg | Pool 7 Sitnik (POL) W 6-0 Koutsioumpas (GRE) W 11-6 Mambetov (KAZ) W TO | 1 Q | BYE                   | Özal (TUR) W 11-0 | Final Nozadze (GEO) W 12-1           | 1                |

## Bågskytte
Herrar
| Idrottare     | Gren         | Rankningsomgång | Rankningsomgång | 32-delsfinaler          | Sextondelsfinaler    | Åttondelsfinaler     | Kvartsfinaler        | Semifinaler          | Final                | Final            |
| Idrottare     | Gren         | Poäng           | Seed            | Motståndare Resultat    | Motståndare Resultat | Motståndare Resultat | Motståndare Resultat | Motståndare Resultat | Motståndare Resultat | Placering        |
| ------------- | ------------ | --------------- | --------------- | ----------------------- | -------------------- | -------------------- | -------------------- | -------------------- | -------------------- | ---------------- |
| Ismail Essam  | Individuellt | 602             | 57              | Lind (DEN) L 110-158    | Gick inte vidare     | Gick inte vidare     | Gick inte vidare     | Gick inte vidare     | Gick inte vidare     | Gick inte vidare |
| Maged Youssef | Individuellt | 599             | 59              | Hrachov (UKR) L 128-154 | Gick inte vidare     | Gick inte vidare     | Gick inte vidare     | Gick inte vidare     | Gick inte vidare     | Gick inte vidare |

Damer
| Idrottare       | Gren         | Rankningsomgång | Rankningsomgång | 32-delsfinaler       | Sextondelsfinaler    | Åttondelsfinaler     | Kvartsfinaler        | Semifinaler          | Final                | Final            |
| Idrottare       | Gren         | Poäng           | Seed            | Motståndare Resultat | Motståndare Resultat | Motståndare Resultat | Motståndare Resultat | Motståndare Resultat | Motståndare Resultat | Placering        |
| --------------- | ------------ | --------------- | --------------- | -------------------- | -------------------- | -------------------- | -------------------- | -------------------- | -------------------- | ---------------- |
| Lamia Bahnasawy | Individuellt | 564             | 63              | Lee (KOR) L 127-164  | Gick inte vidare     | Gick inte vidare     | Gick inte vidare     | Gick inte vidare     | Gick inte vidare     | Gick inte vidare |
| May Mansour     | Individuellt | 536             | 64              | Park (KOR) L 102-154 | Gick inte vidare     | Gick inte vidare     | Gick inte vidare     | Gick inte vidare     | Gick inte vidare     | Gick inte vidare |

## Friidrott
Herrar
Fältgrenar och tiokamp
| Idrottare             | Gren           | Kval     | Kval      | Final            | Final            |
| Idrottare             | Gren           | Resultat | Placering | Resultat         | Placering        |
| --------------------- | -------------- | -------- | --------- | ---------------- | ---------------- |
| Omar Ahmed El Ghazaly | Diskuskastning | 55.53    | 33        | Gick inte vidare | Gick inte vidare |

Damer
Fältgrenar och sjukamp
| Idrottare     | Gren          | Kval     | Kval      | Final            | Final            |
| Idrottare     | Gren          | Resultat | Placering | Resultat         | Placering        |
| ------------- | ------------- | -------- | --------- | ---------------- | ---------------- |
| Marwa Hussein | Släggkastning | 62.27    | 38        | Gick inte vidare | Gick inte vidare |

## Fäktning
Herrar
| Muhannad Saif El-Din                              | Värja        | Rathprasert (THA) L 13-15 | Gick inte vidare      | Gick inte vidare | Gick inte vidare | Gick inte vidare                      | Gick inte vidare                       | Gick inte vidare | Gick inte vidare |
| Yasser Mahmoud                                    | Värja        | BYE                       | Zhao (CHN) L 9-15     | Did not advance  | Did not advance  | Did not advance                       | Did not advance                        | Did not advance  | Did not advance  |
| Ahmed Nabil                                       | Värja        | Abalof (GRE) W 15-6       | Fischer (SUI) L 10-15 | Gick inte vidare | Gick inte vidare | Gick inte vidare                      | Gick inte vidare                       | Gick inte vidare | Gick inte vidare |
| Muhannad Saif El-Din Yasser Mahmoud Ahmed Nabil   | Värja, lag   | i.u.                      | i.u.                  | i.u.             | Ryssland L 30-41 | 5-8, klassificering Ukraina L 36-45   | Match om sjunde plats Kina L 26-45     | 8                |                  |
| Mostafa Anwar                                     | Florett      | Rodríguez (VEN) L 7-15    | Gick inte vidare      | Gick inte vidare | Gick inte vidare | Gick inte vidare                      | Gick inte vidare                       | Gick inte vidare | Gick inte vidare |
| Mostafa Nagaty                                    | Florett      | BYE                       | Joppich (GER) L 10-15 | Gick inte vidare | Gick inte vidare | Gick inte vidare                      | Gick inte vidare                       | Gick inte vidare | Gick inte vidare |
| Tamer Mohamed Tahoun                              | Florett      | BYE                       | Gomes (POR) W 15-14   | Wu (CHN) L 8-15  | Gick inte vidare | Gick inte vidare                      | Gick inte vidare                       | Gick inte vidare | Gick inte vidare |
| Mostafa Anwar Mostafa Nagaty Tamer Mohamed Tahoun | Florett, lag | i.u.                      | i.u.                  | i.u.             | Italien L 20-45  | 5-8, klassificering Frankrike L 32-45 | Match om sjunde plats Sydkorea L 35-45 | 8                |                  |

Damer
| Shaimaa El-Gammal | Florett | i.u. | Boiko (RUS) L 7-13 | Gick inte vidare | Gick inte vidare | Gick inte vidare | Gick inte vidare | Gick inte vidare |

Herrar
| Nr | Pos. | Namn                 | Födelsedatum (ålder)     | Klubb               |
| -- | ---- | -------------------- | ------------------------ | ------------------- |
| 1  | MV   | Mohamad Sharaf Eldin | 23 december 1974 (29 år) | Zamalek SC          |
| 2  | VB   | Abdalla Mohamed      | 26 augusti 1978 (25 år)  | Zamalek SC          |
| 6  | HY   | Ahmed El-Ahmar       | 27 januari 1984 (20 år)  | Zamalek SC          |
| 7  | HB   | Saber Hussein        | 20 februari 1974 (30 år) | Al Ahly SC          |
| 8  | P    | Wael Fahim           | 1 januari 1976 (28 år)   | Zamalek SC          |
| 10 | HY   | Sherif Moemen        | 29 april 1974 (30 år)    | Aviation SC         |
| 11 | VY   | Ramy Youssef         | 13 mars 1980 (24 år)     | Zamalek SC          |
| 12 | MV   | Mohamed Nakib        | 6 april 1974 (30 år)     | El-Olympi           |
| 13 | HB   | Mahmoud Karam        | 17 november 1982 (21 år) | Al Ahly SC          |
| 14 | P    | Marwan Ragab         | 3 augusti 1974 (30 år)   | Sporting Alexandria |
| 15 | VB   | Mohamed Abdel Salam  | 12 januari 1982 (22 år)  | Zamalek SC          |
| 17 | VY   | Mohamed Keshk        | 18 april 1980 (24 år)    | Aviation SC         |
| 18 | MB   | Hany El-Fakharany    | 6 april 1978 (26 år)     | Al Ahly SC          |
| 19 | MB   | Hassan Yosry         | 17 juli 1978 (25 år)     | Zamalek SC          |
| 20 | VB   | Hussein Zaky         | 1 mars 1979 (25 år)      | BM Ciudad Real      |

Gruppspel
| Lag       | Pld | W | D | L | GF  | GA  | GD  | Poäng |
| --------- | --- | - | - | - | --- | --- | --- | ----- |
| Frankrike | 5   | 5 | 0 | 0 | 135 | 108 | +27 | 10    |
| Ungern    | 5   | 4 | 0 | 1 | 132 | 124 | +8  | 8     |
| Tyskland  | 5   | 3 | 0 | 2 | 139 | 110 | +29 | 6     |
| Grekland  | 5   | 2 | 0 | 3 | 117 | 130 | –13 | 4     |
| Brasilien | 5   | 1 | 0 | 4 | 105 | 133 | –28 | 2     |
| Egypten   | 5   | 0 | 0 | 5 | 110 | 133 | –23 | 0     |

## Judo
Herrar
| Idrottare          | Gren                     | Sextondelsfinal              | Åttondelsfinal                  | Kvartsfinal          | Semifinal            | Återkval                             | Final                | Final            |
| Idrottare          | Gren                     | Motståndare Resultat         | Motståndare Resultat            | Motståndare Resultat | Motståndare Resultat | Motståndare Resultat                 | Motståndare Resultat | Placering        |
| ------------------ | ------------------------ | ---------------------------- | ------------------------------- | -------------------- | -------------------- | ------------------------------------ | -------------------- | ---------------- |
| Amin Mohamed       | Halv lättvikt (-66 kg)   | Meridja (ALG) L 0001-1000    | Gick inte vidare                | Gick inte vidare     | Gick inte vidare     | Gick inte vidare                     | Gick inte vidare     | Gick inte vidare |
| Aboumedan El Sayed | Halv mellanvikt (-81 kg) | Benikhlef (ALG) L 0000-1020  | Gick inte vidare                | Gick inte vidare     | Gick inte vidare     | Gick inte vidare                     | Gick inte vidare     | Gick inte vidare |
| Hesham Mesbah      | Mellanvikt (-90 kg)      | Melaping (CMR) W 0100-0000   | Morgan (CAN) L 0001-0011        | Gick inte vidare     | Gick inte vidare     | Gick inte vidare                     | Gick inte vidare     | Gick inte vidare |
| Bassel El Gharbawy | Halv tungvikt (-100 kg)  | Loforte (ARG) W 0002-0001    | van der Geest (NED) L 0000-1000 | Gick inte vidare     | Gick inte vidare     | Omgång 1 Miraliyev (AZE) L 0000-1010 | Gick inte vidare     | Gick inte vidare |
| Islam El Shehaby   | Tungvikt (+100 kg)       | Polyanskyi (UKR) L 0000-1000 | Gick inte vidare                | Gick inte vidare     | Gick inte vidare     | Gick inte vidare                     | Gick inte vidare     | Gick inte vidare |

Damer
| Idrottare     | Gren              | Sextondelsfinal                 | Åttondelsfinal       | Kvartsfinal          | Semifinal            | Återkval                        | Final                | Final            |
| Idrottare     | Gren              | Motståndare Resultat            | Motståndare Resultat | Motståndare Resultat | Motståndare Resultat | Motståndare Resultat            | Motståndare Resultat | Placering        |
| ------------- | ----------------- | ------------------------------- | -------------------- | -------------------- | -------------------- | ------------------------------- | -------------------- | ---------------- |
| Samah Ramadan | Tungvikt (+78 kg) | Donguzashvili (RUS) L 0001-1001 | Gick inte vidare     | Gick inte vidare     | Gick inte vidare     | Omgång 1 Choi (KOR) L 0000-1000 | Gick inte vidare     | Gick inte vidare |

## Konstsim
| Idrottare                     | Gren           | Teknisk rutin | Teknisk rutin | Fri rutin (inledande) | Fri rutin (inledande) | Fri rutin (final)      | Fri rutin (final) | Fri rutin (final) |
| Idrottare                     | Gren           | Poäng         | Placering     | Poäng                 | Placering             | Totalt (teknisk + fri) | Placering         |                   |
| ----------------------------- | -------------- | ------------- | ------------- | --------------------- | --------------------- | ---------------------- | ----------------- | ----------------- |
| Heba Abd El Gawad Dalia Allam | Damernas duett | 41.167        | 41.667        | 82.834                | 21                    | Gick inte vidare       | Gick inte vidare  | Gick inte vidare  |

## Landhockey
Herrar
Coach: Asem Gad
| 1. Osama Hassanein 2. Ahmed Ramadan 3. Ahmed Mandour 4. Mohamed Kasbr 5. Amro Ibrahim 6. Ahmed Mohamed 7. Yasser Mohamed (c) 8. Ahmed Ibrahim | 1. Belal Enaba 2. Mohamed Sameh 3. Walid Mohamed 4. Adnan Ahmed 5. Amro Metwali 6. Mohamed El Mallah (GK) 7. Mohamed El Sayed 8. Sayed Hagag |

Gruppspel
| Lag            | Pld | W | D | L | GF | GA | GD  | Pts |
| -------------- | --- | - | - | - | -- | -- | --- | --- |
| Spanien        | 5   | 3 | 2 | 0 | 14 | 3  | +11 | 11  |
| Tyskland       | 5   | 3 | 2 | 0 | 15 | 6  | +9  | 11  |
| Pakistan       | 5   | 3 | 0 | 2 | 19 | 8  | +11 | 9   |
| Sydkorea       | 5   | 2 | 2 | 1 | 17 | 8  | +9  | 8   |
| Storbritannien | 5   | 1 | 0 | 4 | 9  | 21 | −12 | 3   |
| Egypten        | 5   | 0 | 0 | 5 | 2  | 30 | −28 | 0   |

## Modern femkamp
| Idrottare   | Gren              | Skytte   | Skytte | Fäktning | Fäktning | Simning  | Simning | Ridning | Ridning | Löpning  | Löpning | Totalpoäng | Placering |
| Idrottare   | Gren              | Resultat | Poäng  | Resultat | Poäng    | Resultat | Poäng   | Straff  | Poäng   | Resultat | Poäng   | Totalpoäng | Placering |
| ----------- | ----------------- | -------- | ------ | -------- | -------- | -------- | ------- | ------- | ------- | -------- | ------- | ---------- | --------- |
| Raouf Abdel | Herrarnas tävling | 174      | 1024   | 13-18    | 748      | 2:12,32  | 1216    | 140     | 1060    | 9:51,48  | 1036    | 5084       | 20        |
| Aya Medany  | Damernas tävling  | 181      | 1108   | 12-19    | 720      | 2:21,37  | 1224    | 224     | 976     | 12:04,06 | 824     | 4852       | 28        |

## Ridsport

### Hoppning
| Ryttare        | Häst   | Gren                 | Kval     | Kval      | Kval     | Kval     | Kval      | Kval     | Kval     | Kval      | Final            | Final            | Final            | Final            | Final            | Totalt           | Totalt           |
| Ryttare        | Häst   | Gren                 | Omgång 1 | Omgång 1  | Omgång 2 | Omgång 2 | Omgång 2  | Omgång 3 | Omgång 3 | Omgång 3  | Omgång A         | Omgång A         | Omgång B         | Omgång B         | Omgång B         | Totalt           | Totalt           |
| Ryttare        | Häst   | Gren                 | Straff   | Placering | Straff   | Totalt   | Placering | Straff   | Totalt   | Placering | Straff           | Placering        | Straff           | Totalt           | Placering        | Straff           | Placering        |
| -------------- | ------ | -------------------- | -------- | --------- | -------- | -------- | --------- | -------- | -------- | --------- | ---------------- | ---------------- | ---------------- | ---------------- | ---------------- | ---------------- | ---------------- |
| Andre Sakakini | Casper | Individuell hoppning | 10       | 58        | 16       | 26       | =55       | Gav upp  | Gav upp  | Gav upp   | Gick inte vidare | Gick inte vidare | Gick inte vidare | Gick inte vidare | Gick inte vidare | Gick inte vidare | Gick inte vidare |

## Rodd
Herrar
| Idrottare   | Gren          | Heat    | Heat      | Återkval | Återkval  | Semifinal | Semifinal | Final   | Final     | Final |
| Idrottare   | Gren          | Tid     | Placering | Tid      | Placering | Tid       | Placering | Tid     | Placering |       |
| ----------- | ------------- | ------- | --------- | -------- | --------- | --------- | --------- | ------- | --------- | ----- |
| Aly Ibrahim | Singelsculler | 7:36,60 | 4 R       | 6:59,05  | 2 SA/B/C  | 7:14,58   | 6 FC      | 6:55,34 | 14        |       |

Damer
| Idrottare   | Gren          | Heat    | Heat      | Återkval | Återkval  | Semifinal | Semifinal | Final   | Final     | Final |
| Idrottare   | Gren          | Tid     | Placering | Tid      | Placering | Tid       | Placering | Tid     | Placering |       |
| ----------- | ------------- | ------- | --------- | -------- | --------- | --------- | --------- | ------- | --------- | ----- |
| Doaa Moussa | Singelsculler | 8:26,87 | 6 R       | 8:16,57  | 5 SC/D    | 8:22,45   | 6 FD      | 8:34,80 | 24        |       |

## Taekwondo
| Idrottare     | Gren             | Åttondelsfinaler      | Kvartsfinaler          | Semifinaer           | Återkval             | Bronsmatch           | Final                | Final            |
| Idrottare     | Gren             | Motståndare Resultat  | Motståndare Resultat   | Motståndare Resultat | Motståndare Resultat | Motståndare Resultat | Motståndare Resultat | Placering        |
| ------------- | ---------------- | --------------------- | ---------------------- | -------------------- | -------------------- | -------------------- | -------------------- | ---------------- |
| Tamer Bayoumi | Herrarnas −58 kg | Ferreira (BRA) W 10–2 | Mouroutsos (GRE) W 8–2 | Chu M-Y (TPE) L 4–5  | Bye                  | Mercedes (DOM) W WO  | Ramos (ESP) W 7–1    | 3                |
| Tamer Hussein | Herrarnas −68 kg | Huang C-H (TPE) L 1–8 | Gick inte vidare       | Gick inte vidare     | Çalışkan (AUT) W 8–4 | Song M-S (KOR) L 6–8 | Gick inte vidare     | 5                |
| Jermin Anwar  | Damernas −49 kg  | Gonda (CAN) L 2–3     | Gick inte vidare       | Gick inte vidare     | Gick inte vidare     | Gick inte vidare     | Gick inte vidare     | Gick inte vidare |
| Abeer Essawy  | Damernas −57 kg  | Chi S-J (TPE) L 0–8   | Gick inte vidare       | Gick inte vidare     | Gick inte vidare     | Gick inte vidare     | Gick inte vidare     | Gick inte vidare |